# Drenje (Osijek-Baranja)

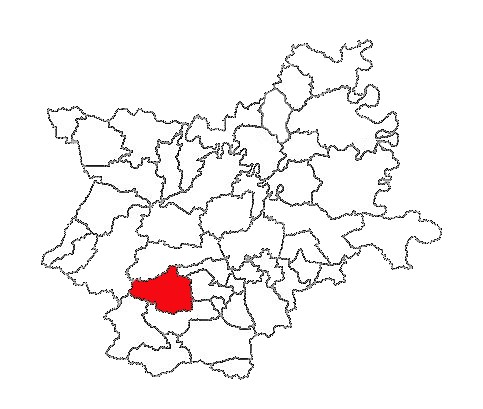
Lage der Gemeinde Drenje in der Gespanschaft Osijek-Baranja

Drenje (ungarisch Drenye) ist eine Gemeinde in der kroatischen Gespanschaft Osijek-Baranja und hat 2126 Einwohner (2021). Der Ort liegt etwa 60 Kilometer südwestlich von Osijek. Administrativ gehören zur Gemeinde weitere elf Ortschaften.

## Siedlungen der Gemeinde
Laut der letzten Volkszählung von 2021 hatte die Gemeinde Drenje mit allen Siedlungen zusammen 2126 Einwohner.
- Borovik – 1
- Bračevci – 149
- Bučje Gorjansko – 62
- Drenje – 462
- Kućanci Đakovački  – 104
- Mandićevac – 236
- Paljevina – 139
- Podgorje Bračevačko – 48
- Potnjani – 396
- Preslatinci – 136
- Pridvorje – 161
- Slatinik Drenjski – 232

## Geschichte
Zum ersten Mal wird Drenje 1406 urkundlich erwähnt. Im Jahr 1536 wurde der Ort, so wie die ganze Region, von den Türken erobert und besetzt. Während des Großen Türkenkrieges im Jahre 1687 wurde der Ort von seinen Besatzern wieder befreit.
Im 18. Jahrhundert und bis zum Ende des Ersten Weltkrieges gehörte der Ort zum Komitat Virovititz und im Jahr 1918 wurde die Region ein Teil der Gespanschaft Virovitica des neu entstandenen Staates der Slowenen, Kroaten und Serben. Kurze Zeit später gehörte Drenje zum Königreich Jugoslawien.
Nach Ende des Zweiten Weltkrieges folgte dann die Eingliederung in die SFR Jugoslawien. Die deutsche Bevölkerung musste Jugoslawien verlassen oder wurde in Arbeitslagern inhaftiert und enteignet.

## Bevölkerung
| Bevölkerungsentwicklung | Bevölkerungsentwicklung | Bevölkerungsentwicklung | Bevölkerungsentwicklung | Bevölkerungsentwicklung | Bevölkerungsentwicklung | Bevölkerungsentwicklung | Bevölkerungsentwicklung | Bevölkerungsentwicklung | Bevölkerungsentwicklung | Bevölkerungsentwicklung | Bevölkerungsentwicklung | Bevölkerungsentwicklung | Bevölkerungsentwicklung | Bevölkerungsentwicklung | Bevölkerungsentwicklung | Bevölkerungsentwicklung |
| ----------------------- | ----------------------- | ----------------------- | ----------------------- | ----------------------- | ----------------------- | ----------------------- | ----------------------- | ----------------------- | ----------------------- | ----------------------- | ----------------------- | ----------------------- | ----------------------- | ----------------------- | ----------------------- | ----------------------- |
| 1857                    | 1869                    | 1880                    | 1890                    | 1900                    | 1910                    | 1921                    | 1931                    | 1948                    | 1953                    | 1961                    | 1971                    | 1981                    | 1991                    | 2001                    | 2011                    | 2021                    |
| 439                     | 641                     | 705                     | 698                     | 724                     | 809                     | 766                     | 780                     | 813                     | 856                     | 810                     | 801                     | 759                     | 777                     | 680                     | 583                     | 462                     |

## Kultur und Sehenswürdigkeiten
- Die katholische Pfarrkirche des Heiligen Michael wurde im Jahr 1770 erbaut. Bei dem Gebäude handelt es sich um einen einschiffigen Sakralbau mit einer schmaleren halbkreisförmigen Apsis. An der Nordseite des Altarraums befindet sich die Sakristei. Das Gotteshaus wurde mit spätbarockem Inventar ausgestattet.[5]

## Bildung
- Die erste Schule in Drenje wurde bereits 1850 von Bischof Josip Juraj Strossmayer als Pfarrschule gegründet. Seit 2014 befindet sich eine neu erbaute Grundschule im Ort, die sich mit einer dazugehörigen Sporthalle auf 2250 m2 erstreckt.[6]

## Sport- und Kulturvereine
Im kroatischen Vereinsregister „Registar udruga Republike Hrvatske“ sind 8 Vereine mit Sitz in Drenje registriert (Stand: VIII/2023):
- Verein „Linea“
- Verein der Verteidiger des kroatischen Heimatkrieges
- Freiwillige Feuerwehr
- Kunst- und Kulturverein „Drenjanci“
- Humanitärer Verein
- Fußballverein „Zrinski“
- Frauenverein „Slavonke“
- Verein der Rentner der Gemeinde Drenje

## Persönlichkeiten
- Ivica Petanjak (* 1963), römisch-katholischer Ordensgeistlicher, Bischof von Krk